# Открытый чемпионат Белграда по теннису
Открытый чемпионат Белграда — профессиональный теннисный турнир, проводимый осенью на закрытых хардовых кортах в столице Сербии, Белграде. Мужской турнир в ATP-туре проводится в рамках категории ATP 250. Женский турнир был сыгран в календаре WTA-тура в рамках серии WTA 250 в 2021 году.

## История
В 2009 году соревнование проводилось впервые. Права на турнир были выкуплены у организаторов Открытого чемпионата Нидерландов. Для Сербии это первый в их истории профессиональный турнир, проводимый ATP или WTA.
Первым номером посева трёх дебютных турнирах являлся сильнейший теннисист Сербии и один из сильнейших теннисистов мира того времени Новак Джокович. Его дядя — Горан — является директором турнира.
Турнир проходил до 2012 году после чего было отменён. Возобновился турнир в 2021 году и занял место в календаре в апреле. В мае здесь впервые прошёл и женский турнир. Также в мае 2021 года в связи с переносом Ролан Гарроса на неделю назад, в освободившуюся в календаре дату прошёл ещё один мужской турнир в Белграде, получивший название Открытый чемпионат Белграда. В 2023 году турнир потерял место в календаре. В 2024 года турнир стал проводиться осенью на зальных хардовых кортах и под названием Открытый чемпионат Белграда.

## Финалы турнира

### Одиночный разряд
| Год                         | Чемпион            | Финалист         | Счёт финала    |
| --------------------------- | ------------------ | ---------------- | -------------- |
| 2024                        | Денис Шаповалов    | Хамад Меджедович | 6-4 6-4        |
| 2023                        | Не проводился      | Не проводился    | Не проводился  |
| 2022                        | Андрей Рублёв      | Новак Джокович   | 6-2 6-7(4) 6-0 |
| 2021 (май)                  | Новак Джокович (3) | Алекс Молчан     | 6-4 6-3        |
| 2021 (апрель)               | Маттео Берреттини  | Аслан Карацев    | 6-1 3-6 7-6(0) |
| 2013 — 2020 (не проводился) |                    |                  |                |
| 2012                        | Андреас Сеппи      | Бенуа Пер        | 6-3 6-2        |
| 2011                        | Новак Джокович (2) | Фелисиано Лопес  | 7-6(4) 6-2     |
| 2010                        | Сэм Куэрри         | Джон Изнер       | 3-6 7-6(4) 6-4 |
| 2009                        | Новак Джокович     | Лукаш Кубот      | 6-3 7-6(0)     |

| Год  | Победительница | Финалистка | Счёт            |
| ---- | -------------- | ---------- | --------------- |
| 2021 | Паула Бадоса   | Ана Конюх  | 6-2 2-0 — отказ |

### Парный разряд
| Год                         | Чемпионы                             | Финалисты                        | Счёт финала       |
| --------------------------- | ------------------------------------ | -------------------------------- | ----------------- |
| 2024                        | Джейми Маррей Джон Пирс              | Иван Додиг Скандер Мансури       | 3-6 7-6(5) [11-9] |
| 2023                        | Не проводился                        | Не проводился                    | Не проводился     |
| 2022                        | Ариэль Беар Гонсало Эскобар          | Никола Мектич Мате Павич         | 6-2 3-6 [10-7]    |
| 2021 (май)                  | Андрей Василевский Йонатан Эрлих     | Андре Йёранссон Рафаэл Матос     | 6-4 6-1           |
| 2021 (апрель)               | Иван Сабанов Матей Сабанов           | Ариэль Беар Гонсало Эскобар      | 6-3 7-6(5)        |
| 2013 — 2020 (не проводился) |                                      |                                  |                   |
| 2012                        | Энди Рам Йонатан Эрлих               | Андреас Сильестрём Мартин Эммрих | 4-6 6-2 [10-6]    |
| 2011                        | Филип Полашек Франтишек Чермак       | Оливер Марах Александр Пейя      | 7-5 6-2           |
| 2010                        | Сантьяго Гонсалес Трэвис Реттенмайер | Томаш Беднарек Матеуш Ковальчик  | 7-6(6) 6-1        |
| 2009                        | Лукаш Кубот Оливер Марах             | Йохан Брунстрём Жан-Жюльен Ройер | 6-2 7-6(3)        |

| Год  | Победительницы                   | Финалистки                     | чёт     |
| ---- | -------------------------------- | ------------------------------ | ------- |
| 2021 | Александра Крунич Нина Стоянович | Алисон ван Эйтванк Грет Миннен | 6-0 6-2 |